# Епархија зворничко-тузланска
Епархија зворничко-тузланска је епархија Српске православне цркве.
Надлежни архијереј је митрополит Фотије (Сладојевић), а привремено сједиште епархије се налази у Бијељини у манастиру Светог Василија Острошког.

## Подручје
Зворничко-тузланска епархија захвата подручје сјевероисточне Босне, којим је на прелазу из 13. у 14. вијек управљао српски краљ Стефан Драгутин. Према предању и очуваним црквама и манастирима, он је много допринио утврђивању православне вјере у овом дијелу Босне. „Босански” епископ Василије, који се 1293. налазио у краљевој депутацији упућеној у Венецију, у вези са женидбом његовог сина Владислава, свакако је био епископ оног дијела Босне којим је управљао краљ Драгутин.
Сједиште Зворничко-тузланске епархије се од почетка рата деведесетих година привремено налази у Бијељини, до повратка у Тузлу. Доласком Епископа Хризостома на чело Епархије у љето 2013. године, број архијерејских намјесништава је повећан са 6 на 10. Епархија броји 142 парохије и 106 активних свештеника. Пријератна саборна црква је била у Тузли, 2009. године је изграђена Саборна црква у Бијељини, а тренутно је у изградњи Саборна црква у Зворнику. Епархија посједује и библиотеку, која је отворена почетком 2016. године у Бијељини.

## Историјат

### Постанак Зворничке епархије
Епархија босанског владике Василија из 1293. године може се сматрати претечом свих српских православних епархија западно од реке Дрине, а првенствено се може држати за претечу потоње Зворничке епархије, која је настала нешто доцније, током 15. века. У вријеме српских деспота Стефана Лазаревића и Ђурђа Бранковића, разни градови и области западно од Дрине били су дуже или краће време у саставу Српске деспотовине. Поред деспотових службеника, на подручјима западно од Дрине било је и српских православних свештеника који се помињу у појединим дубровачким изворима. Према неким претпоставкама, подручје средњег и доњег Подриња је првобитно било стављено под надлежност неке од старих српских митрополија (моравичко-градачка или београдско-мачванска), а потом је за ову област основана и посебна епархија. Такође се претпоставља да је сједиште ове епархије било у познатом рударском и тржишном мјесту Сребреници, те се стога ова епархија назива Сребреничком епархијом или митрополијом. Међутим, након коначног пада Србије (1459) и Босне (1463) под турску власт, на овим подручјима су наступиле знатне промене. Пошто је под Турцима град Зворник добио већи значај, као сједиште санџака, ова епархија је најкасније крајем 15. или почетком 16. вијека коначно прозвана Зворничком епархијом, а њена територија се простирала на обје стране Дрине.
Иако се година 1463, када су Турци заузели краљевску престоницу Бобовац и у Кључу ухватили и погубили посљедњег босанског краља Стефана Томашевића, сматра годином пада Босне под турску власт, освајање сјеверне Босне био је знатно дужи процес. Турци су деценијама откидали дијелове босанске територије. Врхбосна (Сарајево) и Ходидјед су били под турском влашћу већ од 1435. године. Од 1411. до 1463, Сребреница је била једанпут угарска (у почетку), пет пута српска, четири пута босанска и три пута турска. Кроз сјевероисточни дио Босне, којим су раније управљали српски деспоти као вазали угарског краља, Турци су 1463, приликом пада Босне, само прошли, да би се већ 1464. повукли, те је ово подручје опет дошло под Угарску као Сребреничка бановина (по тврђави Сребренику). Та бановина ће коначно пасти под Турке тек 1512, дакле нешто прије Београда (1521) и судбоносне Мохачке битке (1526), која ће отворити пут Турцима до више Будима.
У вријеме турских освајања, када је нестало старе Сребреничке епархије, вјероватно је онај дио који је потпао под Турке припао моравичко-градачком, односно ариљском митрополиту, а онај који је остао под угарском влашћу ушао је у састав Београдско-сремске епархије. Падом под Турке, крајем 15. и у првим деценијама 16. вијека, ушла је у сјевероисточна Босна и Мачва у састав нове, Зворничке епархије, која се територијално поклапала са Зворничким санџаком. У састав те епархије улазили су крајеви између ријеке Босне, Саве, Спрече и планине Мајевице, а на десној обали Дрине цијело Подриње и Брвенички кадилук, а од 1528. до 1533. и Мачва.
Прва несигурна вијест о зворничком митрополиту је из 1488. године, а прве поуздане вијести о овој епархији и њеним епископима потичу из времена кад је смедеревски епископ Павле покушао да у Пећкој патријаршији заведе нормално организационо стање (1528—1541). Уз њега се у том покрету истицао и зворнички митрополит Теофан, кога је Павле и хиротонисао, а охридски сабор 1532. одлучио од цркве заједно са Павлом, па и чак и проклео. Међутим, они се на то нису обазирали, већ су и даље вршили своју дужност, тако да нови епископ зворнички Доментијан, кога је охридски архиепископ са својим сабором изабрао на мјесто Теофана, и који је учествовао на сабору у осуди Теофановој, никад није ни дошао у Зворник. Тако је било и са Теодосијем, кога је охридски сабор поставио за смедеревског епископа умјесто свргнутог Павла. Теофан је остао на зворничкој катедри до 1541. кад га је нови охридски сабор поново осудио заједно са Павлом Смедеревским, Неофитом Лесновским и Пахомијем Кратовским. Не зна се колико се Теофан послије тога задржао на катедри у Зворнику, али се зна да се он касније спомињао као српски архиепископ. У Сопоћанском поменику, уписан он је међу српским патријарсима између Павла и Макарија.
О црквеном животу у Зворничкој епархији у вријеме епископа Теофана не зна се ништа конкретно. Када се зна да су у то вријеме издаване наредбе турских власти о рушењу цркава које нису старе ни подигнуте на мјестима старих богомоља, тешко је претпоставити да је вријеме епископа Теофана било вријеме веће градитељске активности. Ипак, према једном фрагментарно сачуваном натпису у манастиру Папраћи, изгледа да је ова велика црква била обнављана и живописана у вријеме (Тео)фана прв(аго) епископа зворничког. То нам уједно казује да је Теофан био први епископ под Турцима креиране Зворничке епархије и да је манастир Папраћа, удаљен свега двадесетак километара од Зворника, био тада под јурисдикцијом зворничког епископа, док је касније, све до 1941, била у саставу Дабробосанске митрополије, да би тада опет припала Зворничко-тузланској епархији.

### Зворничка епархија у обновљеној Пећкој патријаршији
Обнова Пећке патријаршије (1557) представљала је нормализовање организационог поретка у Српској цркви под Турском влашћу. Ту је прије свега спадало уредно попуњавање епархија епископима и оснивање нових епархија у крајевима које су Турци освојили са небосанске стране Саве и Дунава, јер су тамо ојачала српска насеља усљед емиграције и колонизације. Тада је нормализовано стање и у Зворничкој епархији коју су сачињавале Соколска нахија, Јада и Мачва на десној страни Дрине, а на лијевој нахије, односно кадилуци: Сребреница, Зворник, Бијељина, Соли (Тузла) и Грачаница. Доња Спреча је све до 19. вијека била сјеверна граница Маглајског среза у саставу Босанског (сарајевског) санџака, па су и сва села око планине Озрена, и сам манастир Озрен, припадали Сарајеву, а у црквеном погледу све до 1896. и Дабробосанској епархији.
Епископе је бирао пећки патријарх са својим синодом, а од султана су добијали берат у коме су биле назначене и епископове обавезе према држави као и њихове повластице и права у вршењу црквене власти. Први зворнички епископ у обновљеној Патријаршији био је митрополит Павле, који се помиње 1561. и 1576. године. За неке од каснијих епископа знају се само дјелимично године у којима су управљали овом епархијом, а за неке се знају само имена, уписана у црквеним поменицима.
Одмах по обновљењу Патријаршије, када је патријарх Макарије добио од султана дозволу (ферман или хатишериф) да се могу градити и обнављати цркве, захватио је општи елан и Зворничку епархију. Већ 1559. калуђери Генадије и Арсеније са игуманом Пајсијем су обновили цркву манастира Троноше на старом црквишту, Зограф Лонгин (1577—1578) је сликао иконе у Ловници, коју ће 1608. игуман Прохор дати да се живопише. Поп Јаков, каснији игуман Јоаким, је обновио манастир Озрен 1587, а 1609. довео зографа попа Страхињу и још једног врсног зографа који су живописали цијелу цркву. У то вријеме је обновљен манастир Тавна, а у Петковици и Радовашници су се преписивале књиге. Подизане су цркве и по селима, али како су оне биле махом од дрвета, већином су страдале у бурним временима, турским репресалијама и осветама. Карактеристично је да су цркве биле ријетке у градовима, јер су се у њима настањивали Турци, који нису у својим насељима трпјели хришћанске богомоље. У Сребреници, која је некад имала више православних цркава, сад није било ниједне. Чак ни Зворник, у коме је сједиште епископа, иако има епископски двор, није имао праве цркве, као што је није имала ни сусједна епископска резиденција у Ваљеву, гдје се чак почетком 18. вијека богослужење вршило у једној соби у дому бившег егзарха Висариона. Сеоски свјештеници су вршили свештенорадње по домовима својих парохијана, а повремено, у одређене празничне дане, одлазили су заједно с народом у оближње манастире ради богослужења и причешћа. Вук Караџић је то сликовито приказао описујући свој крај и народне обичаје у њему.
Зворничка епархија није увијек била попуњена, и у времену кад није имала свог епископа њом су управљала сусједни епископи, махом ариљски. Од краја 17. вијека па до укидања Пећке патријаршије (1776), свакако усљед великих аустријско-турских ратова (1683—1699; 1716—1718; 1737—1739), Зворничка епархија није била попуњавана, односно не помињу се њени посебни митрополити. У то вријеме помињу се многи ариљски епископи, од којих се неки, поред осталих назива, зову и зворничким. Пред крај овог периода овом епархијом су управљали дабробосански митрополити Гаврило Михајловић, затим Пајсије ваљевски „и санџака зворничког” и његов насљедник Теодисије, док је у вријеме укидања Пећке патријаршије (1766) зворничка епархија била уједињена са ужичком. Зато се зворнички епископ не спомиње међу оним епископима који су потписали приједлог за укидање Патријаршије, ни међу онима свргнутим који су за митрополита црногорског Саве тражили њено поновно успостављање. Међутим, она се и даље водила као самостална епархија и послије укидања Патријаршије и Порта ју је оптеретила највећим порезом, од 16.500 акчи, док су све остале српске епархије под Турцима давале мање: рашко-призренска 9.000, скопска 5.000, самоковска 6.300, нишка 7.000, ћустендилска 4.200, херцеговачка 9.000, београдска 15.000, босанска 15.500 и ужичка 12.000 акчи.
Овај данак, који је требало да се скупи и преда султану, убирали су свјештеници и епархијски службеници, а у критичним ситуацијама ишли су уз народ и епископи, па и сами патријарси. У погледу личних обавеза свештеника према турским локалним и централним властима није се увијек и свагдје поступало једнако. Негдје су свештеници плаћали главарину (џизију) и друге порезе и десетину у житу, а негдје су били ослобођени, бар дјелимично. Велики износи плаћани су за епископске берате (султанске указе о постављењу), а пошто је сваки берат важио само за живота оног султана који га је издао, морала се ова сума, или већа, плаћати код сваке промјене на пријестолу као да епископ раније и није имао берат. У крајњој линији све је то ишло на терет народа од кога је свештенство морало да сакупи потребну суму. Иако су порези били углавном регулисани прописима царских власти, ипак је на терену било много злоупотреба: закони нису увијек поштовани, вјерски фанатизам бивао је необуздан, самовоља није знала за мјеру, те су намети одређивани по вољи оних којима су припадали и народ је све више сиромашио. Коришћени су разни случајеви да би се могло манастиру или свештеном лицу, па и световњаку, одредити казна или откуп, па када не би могао да плати, продавана му је имовина или је сам продаван у ропство. Тако су продавани и поједини манастири кад не би могли да плате одређени откуп, али за такав случај се не зна у Зворничкој епархији.
Цркве и манастири су нарочито страдали у ратним временима. Манастир Тавна је страдао већ при турском освајању Босне, али је обновљен у другој половини 17. вијека да би опет страдао за вријеме Првог српског устанка. Манастир Озрен је за вријеме великог аустријско-турског рата крајем 17. вијека разорен, а калуђери побијени; Папраћа је 1717. постала запуштена, као и Ловница, манастир Ступље је 1691. изгорио и коначно опустошен, Липље је 1696. горило, а преживјели калуђери пребјегли у славонску Ораховицу итд.
Народ и свештенство дијелили су заједничку судбину у оскудици и потиштености. Зато је свјештенство, парохијско и манастирско, био једини фактор у животу народа који је дјеловао ублажавајуће, искрено, сапатнички. Љубав тог, за наше појмове слабо културног, свештенства према својој пастви нарочито се огледала у временима борбе за слободу или сношљивији живот под Турцима. Нема ниједне буне ни устанка у чијем вођству није био понеки свјештеник.

### Зворничко-тузланска епархија у обновљеној Српској патријаршији
Током Другог свјетског рата, на подручју зворничко-тузланске епархије извршен је прави духовни геноцид. Мучки је пострадало 36 свештеника и два калуђера. Током ратних година, порушено је 17 а оштећено 37 српских православних храмова. Уништен је један манастир и 25 парохијских домова (10 је минирано, а 15 спаљено). Поред наведеног, још 20 разних црквених објеката је знатно оштећено. Уништене су 62 црквене архиве, а 49 црквено-општинских и манастирских библиотека је заувијек нестало.
Највећи број српских православних храмова у рату у Босни и Херцеговини (1992—1995) страдао је на подручју зворничко-тузланске епархије. Српске светиње овог владичанства подједнаком жестином разарали су муслиманске и хрватске снаге. Срушено је 38 цркава, а 60 је тешко оштећено. Један манастир је такође знатно оштећен. Порушен је 31, а оштећено 19 парохијских објеката и других црквених здања.
Након 1992. године, појавили су се предлози да се епархији врати првобитни, краћи назив: Епархија зворничка. У Сребреници је 2012. године обележено 780 година Митрополије сребреничке.

## Архијерејска намјесништва
До 2019. године епархија је била подијељена на 10 архијерејских намјесништава, али одлуком Светог архијерејског сабора од 15. односно 16. маја 2019. године извршена арондација епархије зворничко-тузланске у корист митрополије дабробосанске. Наиме, на заједнички приједлог епископа зворничко-тузланског Фотија и митрополита дабробосанског Хризостома Свети архијерејски сабор је донио одлуку да цјеловито архијерејско намјесништво сребреничко-подрињско, те парохија оловска из архијерејског намјесништва тузланског у епархији зворничко-тузланској припадне митрополији дабробосанској. Након те одлуке епархија зворничко-тузланска броји девет архијерејских намјесништава, а то су:
- Архијерејско намјесништво бијељинско у Бијељини
- Архијерејско намјесништво брчанско у Брчком
- Архијерејско намјесништво дервентско у Дервенти
- Архијерејско намјесништво добојско у Добоју
- Архијерејско намјесништво зворничко у Зворнику
- Архијерејско намјесништво тузланско у Тузли
- Архијерејско намјесништво модричко-градачачко у Модричи
- Архијерејско намјесништво угљевичко-јањско у Јањи
- Архијерејско намјесништво теслићко у Теслићу

## Манастири
Одлуком Светог архијерејског сабора од 15. односно 16. маја 2019. године када је извршена арондација епархије зворничко-тузланске у корист митрополије дабробосанске након чега су и 4 манастира и 1 метох манастира (Карно, Кнежина, Пјеновац, Сасе и Топлица) из архијерејског намјесништва сребреничко-подринњског припала су митрополији дабробосанској. Манастири у епархији су сљедећи:
1. Доња Бишња,
2. Детлак,
3. Драгаљевац,
4. Дубоковац,
5. Дуга Њива,
6. Ловница,
7. Озрен,
8. Папраћа,
9. Подновље (метох манастира Дуга Њива),
10. Манастир Попово Поље[4],
11. Ритешић,
12. Рожањ,
13. Св. Петке - Пет језера,
14. Св. Александра Невског[5],
15. Св. Василија Острошког,
16. Св. оца Николе - Станишићи,
17. Суво Поље,
18. Тавна.

## Архијереји зворнички и зворничко-тузлански
- Василије, епископ босански (1293)
- Теофан, епископ зворнички (1532—1541)
- Митрополит Павле (...1561, 1576...)
- Митрополит Георгије
- Митрополит Теодосије (...1601—1602...)
- Митрополит Авксентије
- „Владика” Гаврило (умро 1627)
- Митрополит Константин (1629)
- Митрополит Лука
- Митрополит Пајсије[6]
- Митрополит Макарије
- Митрополит Тимотеј
- Митрополит Венијамин
- Митрополит Евстратије
- Митрополит Лонгије
- Митрополит Леонтије
- Митрополит Исаија
- Митрополит Ананија (1674)
- Митрополит Герасим (1700)
- Митрополит Мелентије Миленковић (1723), био у ствари дабро-босански епископ,
- Митрополит Алексије Андрејевић (1737—1739), био у ствари ужичко-зворнички епископ
- Митрополит Гаврило Михић (1740—1752), био у ствари дабро-босански епископ
- Митрополит Пајсије (1752—1756), родом Грк, био епископ дабро-босански
- Митрополит ?, (1756), родом Грк
- Митрополит Григорије (1767—1773); послат из Цариграда, био Атињанин родом, отишао у кесаро-кападокијску митрополију
- Митрополит Герасим (...1776—1804), родом Грк
- Митрополит Јоаникије (1804—1807), Србин из Херцеговине, умро 1807. године у Сарајеву, током лечења
- Митрополит Евгеније (1807/8),
- Митрополит Филимон Тодоровић (1818—1823), Србин, родом из села Локања, постриженик манастира Тавне
- Митрополит Гаврило „Хроми” (?—1837), родом Грк, инвалид у ногу, умро у Зворнику, сахрањен у манастиру Тавни
- Митрополит Кирило (1837—1848), дошао из Цариграда, родом из Мале Азије, отишао на епархију Ганохорску код Дарданела
- Митрополит Агатангел (1848—1858), из Магнезије у Мајандри у Малој Азији, пренео столицу из Зворника у Доњу Тузлу 1852. године, смењен 1861. године и премештен у епархију Драмску
- Митрополит Мелетије (1858—1861)[7] био као епископ помоћник митрополита Агатангела
- Митрополит Дионисије I (1861—1865), родом са „приконишког острва”, велики проповедник, умро и сахрањен у Доњој Тузли
- Митрополит Дионисије II Илијевић (1865—1868; па опет 1872—1891), по оцу Србин Шоп а по мајци Грк, родом из Берковице, прешао на дабро-босанску епархију;
- Митрополит Пајсије (1868—1782), родом Грк, „из места Бријуле” близу града Смирне,
- Архимандрит Александар (Симић) (1891—1892), из манастира Тавне; био администратор,
- Митрополит Николај (Мандић) (1892—1897)
- Митрополит Григорије (Живковић) (1897—1909)
- Митрополит Иларион (Радонић) (1910—1921)

|  | Епископ Нектарије (Круљ) (1929—1955) |

- Епископ Лонгин (Томић) (1955—1977)

|  | Епископ Василије (Качавенда) (1978—2013)                         |
|  | Епископ бањалучки Јефрем Милутиновић кратко администрирао (2013) |
|  | Епископ Хризостом (Јевић) (од 2013—2017)                         |
|  | Епископ Фотије (епископ од 2017-2024; од 2024 митрополит)        |